# Copera rufipes
Copera rufipes – gatunek ważki z rodziny pióronogowatych (Platycnemididae). Występuje w Afryce – stwierdzony został w Kamerunie i Gabonie, być może występuje też w południowo-wschodniej Nigerii.